# Hoàng Thị Thủy
Hoàng Thị Thủy là nữ Thiếu tướng Công an nhân dân Việt Nam. Bà nguyên là Ủy viên Ủy ban Kiểm tra Đảng ủy Công an Trung ương. 

## Thân thế và sự nghiệp
Hoàng Thị Thủy là đảng viên Đảng Cộng sản Việt Nam.
Bà quê quán tại tỉnh Thanh Hóa.
Hoàng Thị Thủy từng đảm nhiệm cương vị như Ủy viên Ban Thường vụ Hội phụ nữ Bộ Công an, Trưởng Ban công tác Phụ nữ Tổng cục An ninh.
Năm 2014, bà là người phụ nữ thứ ba trong lực lượng Công an nhân dân Việt Nam được thăng cấp bậc hàm Thiếu tướng, sau bà Bùi Tuyết Minh (thăng ngày 13/7/2013) và Trần Thị Ngọc Đẹp (thăng tháng 12 năm 2013).
Trước lúc nghỉ công tác hưởng chế độ hưu trí, bà đang là Ủy viên Ủy ban Kiểm tra Đảng ủy Công an Trung ương.

## Lịch sử thụ phong/thăng cấp bậc hàm
- Đại tá Công an nhân dân Việt Nam
- Thiếu tướng Công an nhân dân Việt Nam (2014)[2]